# Zofia Zborowska
Zofia Zborowska-Wrona (ur. 17 maja 1987 w Warszawie) – polska aktorka.

## Życiorys

### Rodzina i edukacja
Urodziła się 17 maja 1987 w Warszawie. Jest córką aktorów, Wiktora Zborowskiego i Marii Winiarskiej. Ma siostrę Hannę. W dzieciństwie uczyła się śpiewu. Aktorstwem zainteresowała się w wieku 15 lat. Była potrójną mistrzynią Polski w stepowaniu. Trenowała jazz, balet, snowboard, pływanie, szermierkę, golf i tenis.
W 2010 ukończyła studia na Akademii Teatralnej im. Aleksandra Zelwerowicza w Warszawie. Studiowała także w Instytucie Lee Strasberga w Los Angeles.

### Kariera aktorska
Na szklanym ekranie zadebiutowała rolą w komedii wojennej Złoto dezerterów (1998). Później wystąpiła m.in. w komedii romantycznej Miłość na wybiegu (2009) oraz serialach obyczajowych: Przystań (2009) i Barwy szczęścia (2017–2021). Udziela się w dubbingu, a jej głos można usłyszeć m.in. w animacji Ralph Demolka i w grze komputerowej Wiedźmin 3: Dziki Gon. Zagrała w spektaklu Teatru Telewizji Przygoda, występuje w spektaklach wystawianych w Teatrze Capitol w Warszawie.
W 2015 zajęła drugie miejsce w finale czwartej edycji programu rozrywkowego Polsatu Twoja twarz brzmi znajomo. Wiosną 2016 współprowadziła program Twoja twarz brzmi EXTRA znajomo w Polsat Café, w którym przedstawiane były kulisy programu. W 2017, po zwycięstwie w internetowym plebiscycie „Idol publiczności”, odcisnęła dłoń na Promenadzie Gwiazd w Międzyzdrojach. 
W 2025 otrzymała nagrodę Herosa w plebiscycie portalu Wirtualna Polska i została współprowadzącą (z Andrzejem Wroną) polskiej wersji formatu Love Is Blind dla platformy Netflix.

## Życie prywatne
Deklaruje się jako ateistka.
Przez kilka lat pozostawała w nieformalnym związku z kompozytorem Radzimirem Dębskim. W sierpniu 2019 wzięła ślub cywilny z siatkarzem Andrzejem Wroną; po ślubie posługuje się nazwiskiem dwuczłonowym. Wraz z mężem ma dwie córki – Nadzieję (ur. 29 lipca 2021) i Jaśminę (ur. 15 maja 2024).
Chorowała na depresję. W roku 2021, gdy aktorka była w ciąży, zdiagnozowano u niej chorobę nowotworową skóry – czerniaka. Zmiana została usunięta.

## Filmografia
- 1994–1995: Mordziaki – Zosia Piotrowska (odc. 2–7)
- 1998: Złoto dezerterów – Sara, córeczka Habera
- 2004: Lokatorzy – tancerka (odc. 183)
- 2009: Przystań – Beata Dębieńczuk
- 2009: Miłość na wybiegu
- 2010: Robert Mitchum nie żyje – sprzedawczyni na stacji benzynowej
- 2011: Daleko od noszy. Szpital futpolowy – Jessica (odc. 10)
- 2012: Ojciec Mateusz – lekarka (odc. 98)
- 2012: Kanadyjskie sukienki – Teresa Michalska
- 2013: Sierpniowe niebo. 63 dni chwały – Sarna
- 2013: Ojciec Mateusz – Żaneta, dziewczyna Strąka (odc.120)
- 2015: Słaba płeć? – Agata, córka Adama
- 2015: Excentrycy, czyli po słonecznej stronie ulicy – Luśka
- 2016: Na noże – Doti, gość na weselu Pameli i Szymona we Wsi Puste Many (odc. 8)
- 2016: Na dobre i na złe – Maria (odc. 653)
- 2016: Druga szansa – Zosia, sekretarka prezesa w telewizji (odc. 3,5)
- 2017–2021: Barwy szczęścia – stomatolog Aneta Dylska
- 2018: Za marzenia – organizatorka konkursu „TopVisage”
- 2021: Miłość, seks & pandemia – Olga
- 2021: Tajemnica zawodowa – aplikantka Łucja „Lucy” Darska
- 2022–2023: Rodzina na Maxa – Ewa
- 2022: Mecenas Porada – Weronika Kasprzyk (odc. 16)
- 2025: Ojciec Mateusz – Bogna Toporek (odc. 423)
- 2026: Młode gliny[19]

## Teatr Telewizji
- 2014: Przygoda – pielęgniarka

## Polski dubbing

### Filmy
- 2009: Brygada – Miranda
- 2010: Avengers: Potęga i moc – Abigail Brand
- 2010: Mike i Molly – Molly Flynn
- 2010: Pokémon: Czerń i Biel – Caitlin
- 2011: Tajemnice domu Anubisa – Amber Millington
- 2012: Zdaniem Freda! – Nicolette / Cassandra Blue
- 2012: Ralph Demolka – Taffyta
- 2012: Let It Shine – Roxanne „Roxie” Andrews
- 2013: Misja Lanfeusta – C’ian
- 2013: Piorun i magiczny dom – Carla
- 2014: Wakacje Mikołajka – sprzedawczyni
- 2014: Rechotek – mama
- 2015: Były sobie człowieki – Lucy
- 2016: Sekretne życie zwierzaków domowych – Chloe
- 2017: Był sobie pies – Maya
- 2018: Venom – Anne Weying
- 2019: Sekretne życie zwierzaków domowych 2 – Chloe

### Gry komputerowe
- 2009: League of Legends – Irelia / Veigar / LeBlanc
- 2009: Majesty 2: Symulator królestwa fantasy – kapłanki Agreli
- 2010: StarCraft II: Wings of Liberty – Sarah Kerrigan
- 2012: Hitman: Rozgrzeszenie – Lasandra Dixon
- 2012: Disney Epic Mickey 2: Siła dwóch – Becca
- 2013: StarCraft II: Heart of the Swarm – Narud jako Kerrigan
- 2015: Wiedźmin 3: Dziki Gon – Keira Metz
- 2017: Sniper: Ghost Warrior 3 – Lydia Jorjadze
- 2017: Prey – Sarah Elazar
- 2017: Destiny 2 – Ikora Rey
- 2018: Gwint: Wiedźmińska Gra Karciana – Keira Metz